# Racâș, Sălaj
Racâș este un sat în comuna Hida din județul Sălaj, Transilvania, România.

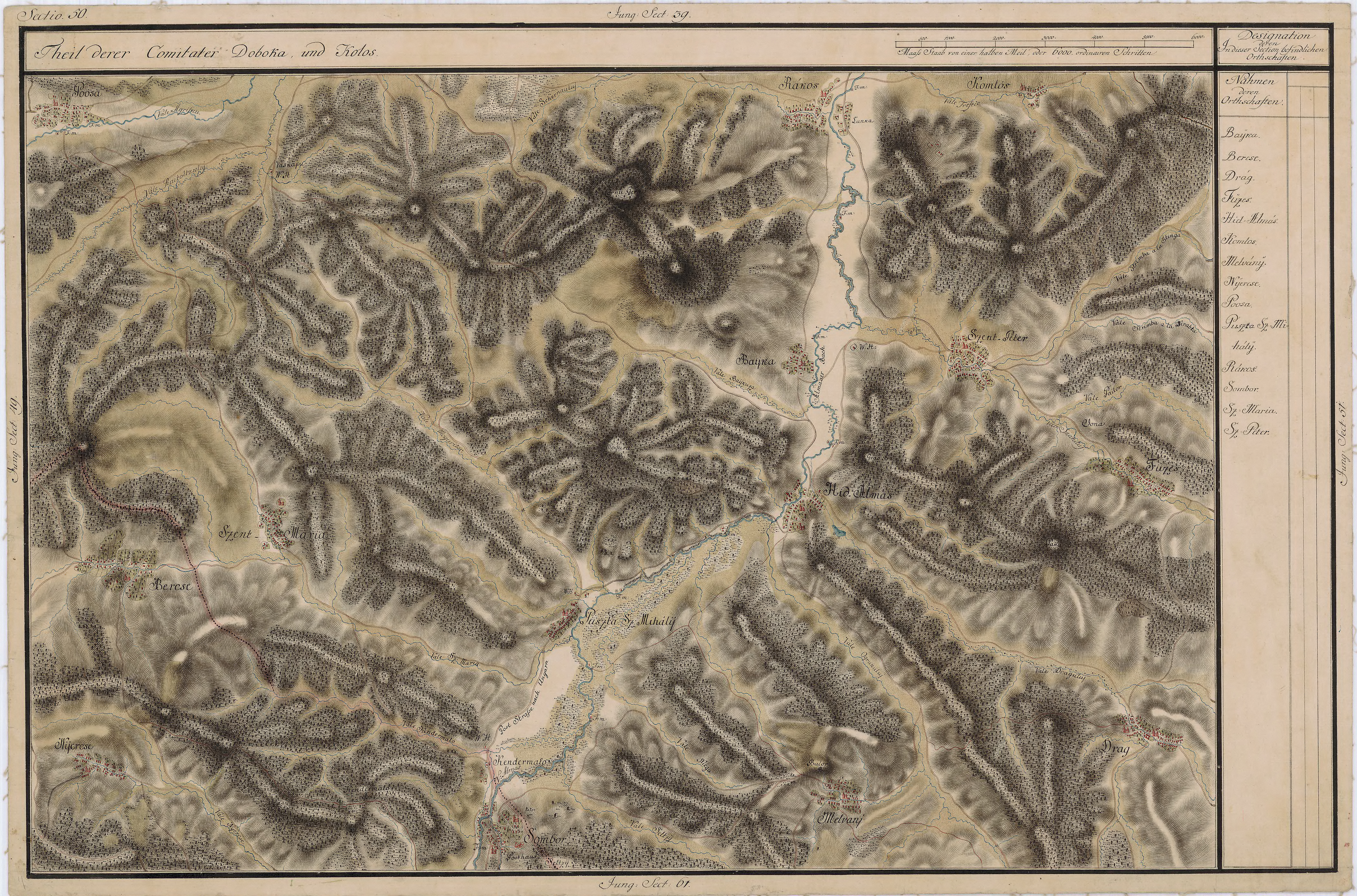
Racâș în Harta Iosefină a Transilvaniei, 1769-73

## Obiective turistice
- Rezervația naturală Poiana cu narcise de la Racâș-Hida (1,5 ha), la o altitudine medie de 260 m.

## Personalități
- Iulian Andrei Domșa (1887 - 1978), delegat în Marea Adunare Națională de la Alba Iulia 1918

## Imagini

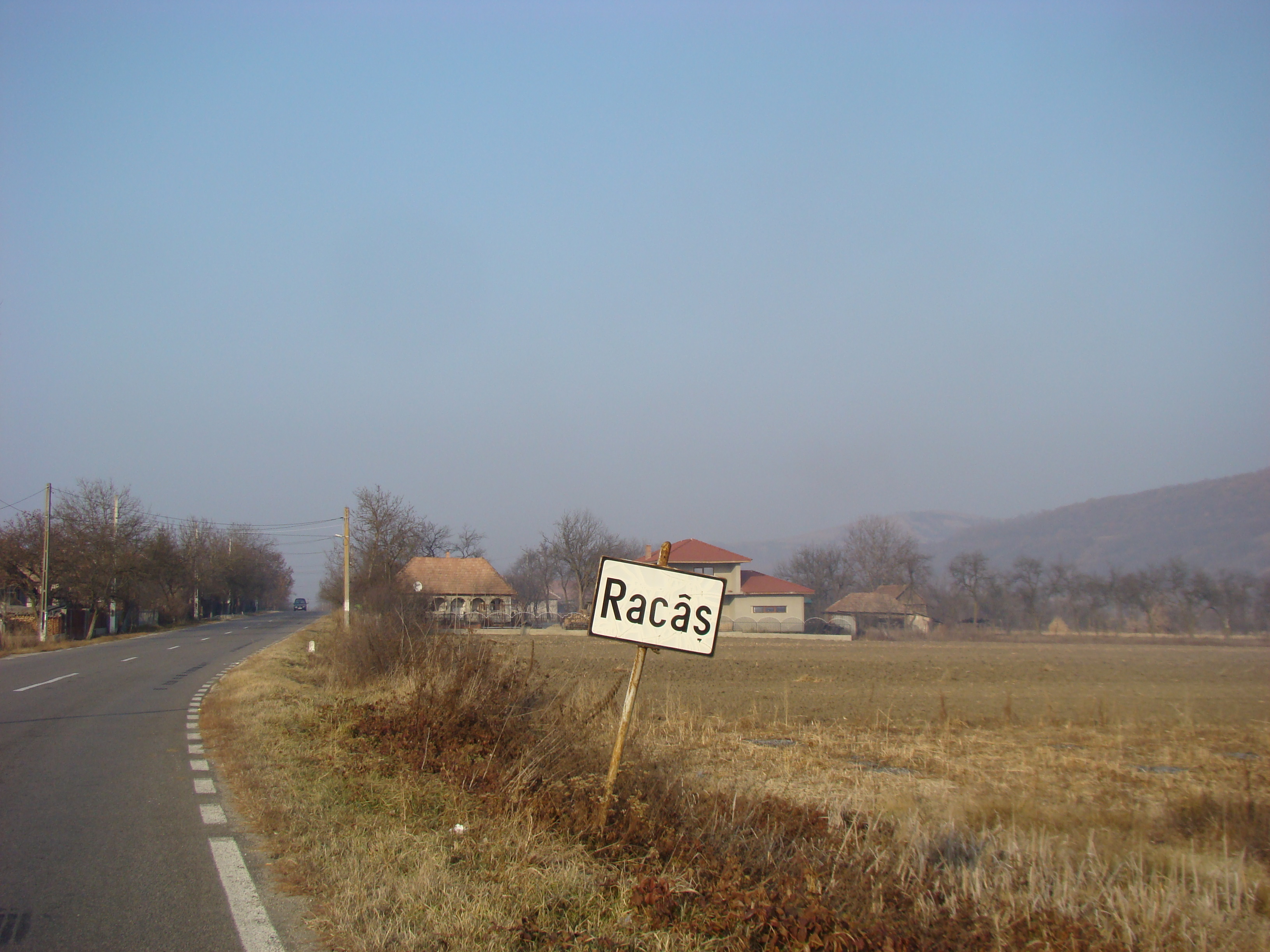
Intrarea în localitate
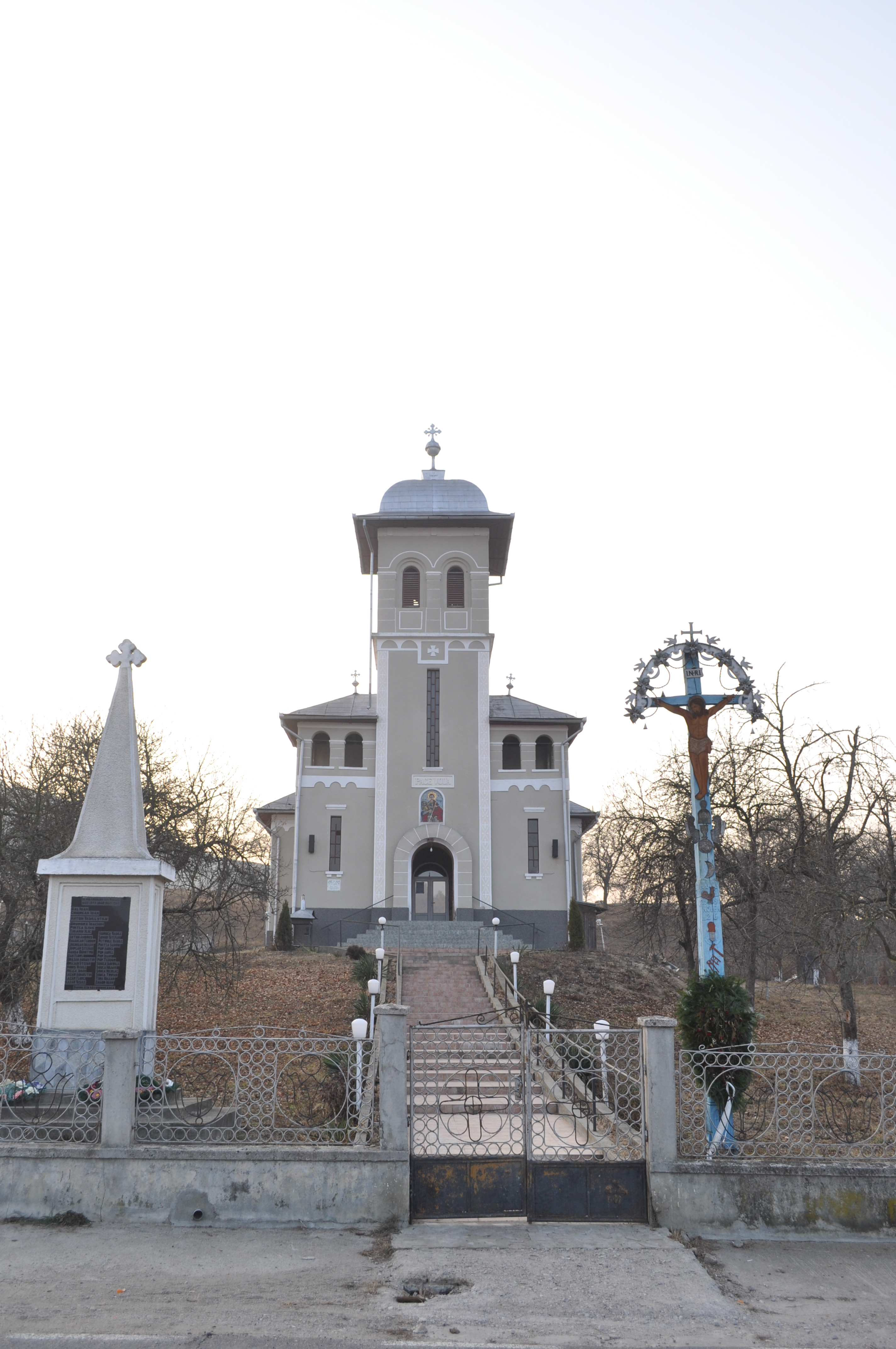
Biserica „Sfântul Dumitru” (1962) și Monumentul Eroilor
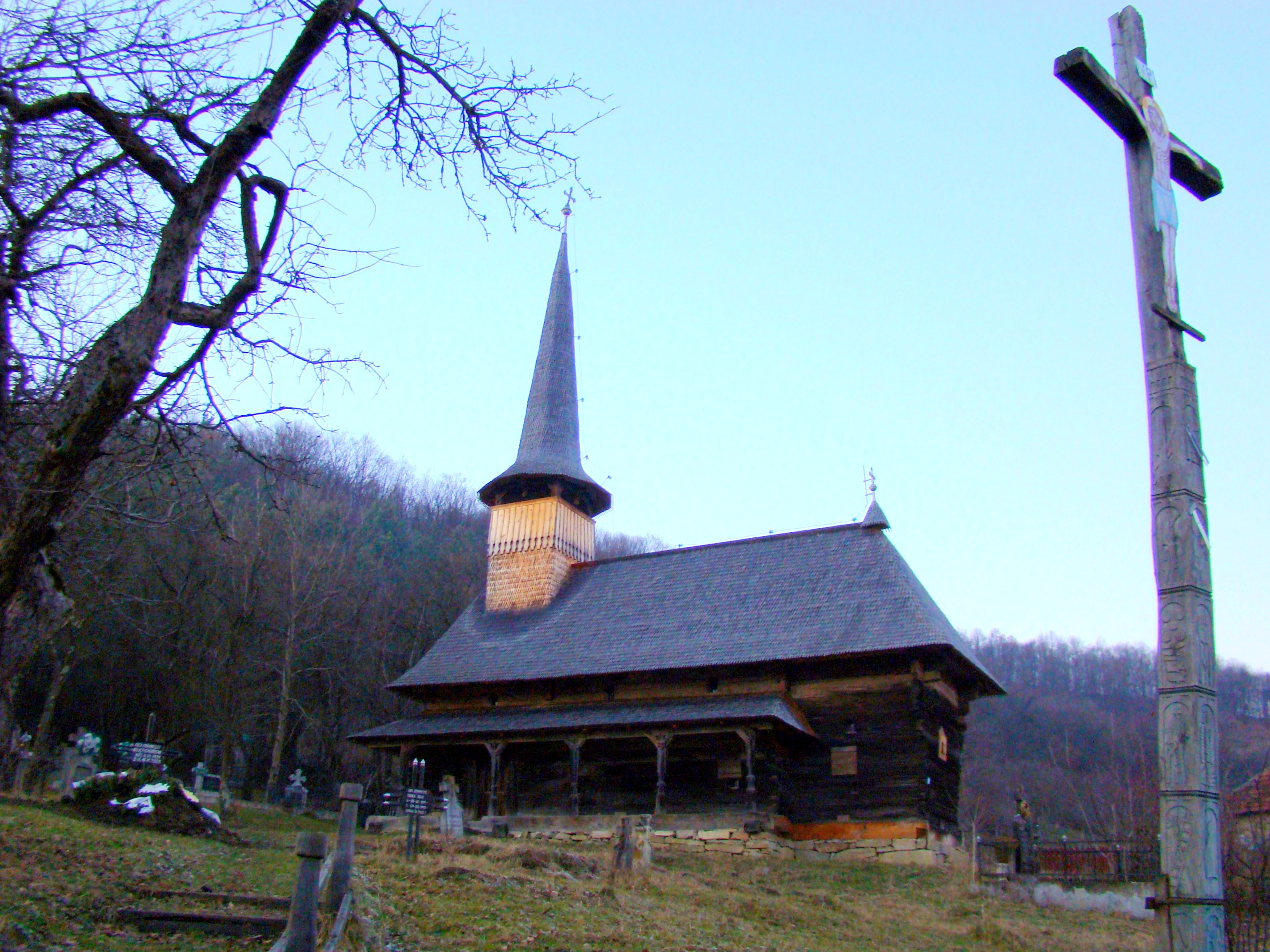
Biserica de lemn (monument istoric)
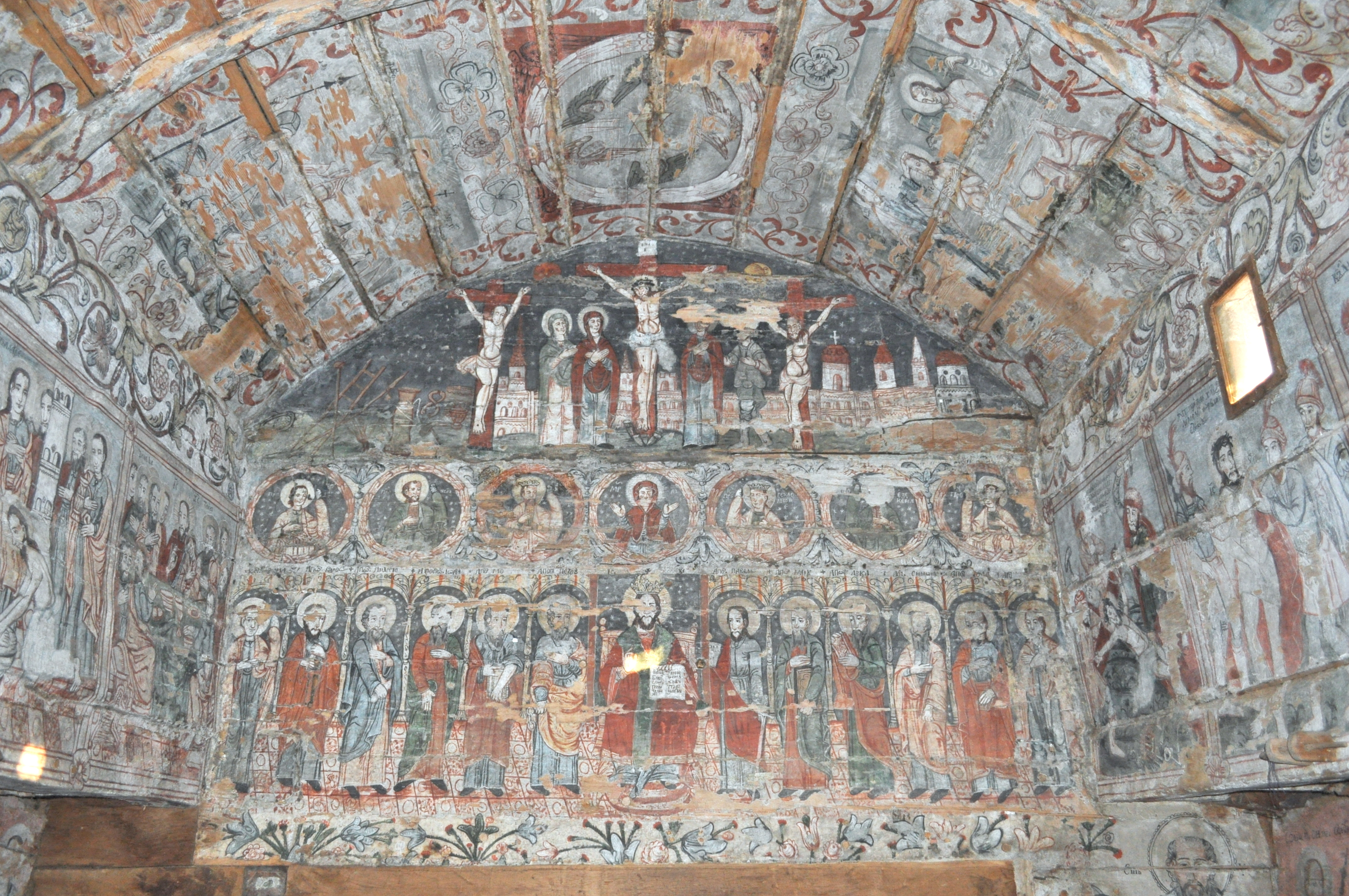
Biserica de lemn (monument istoric)
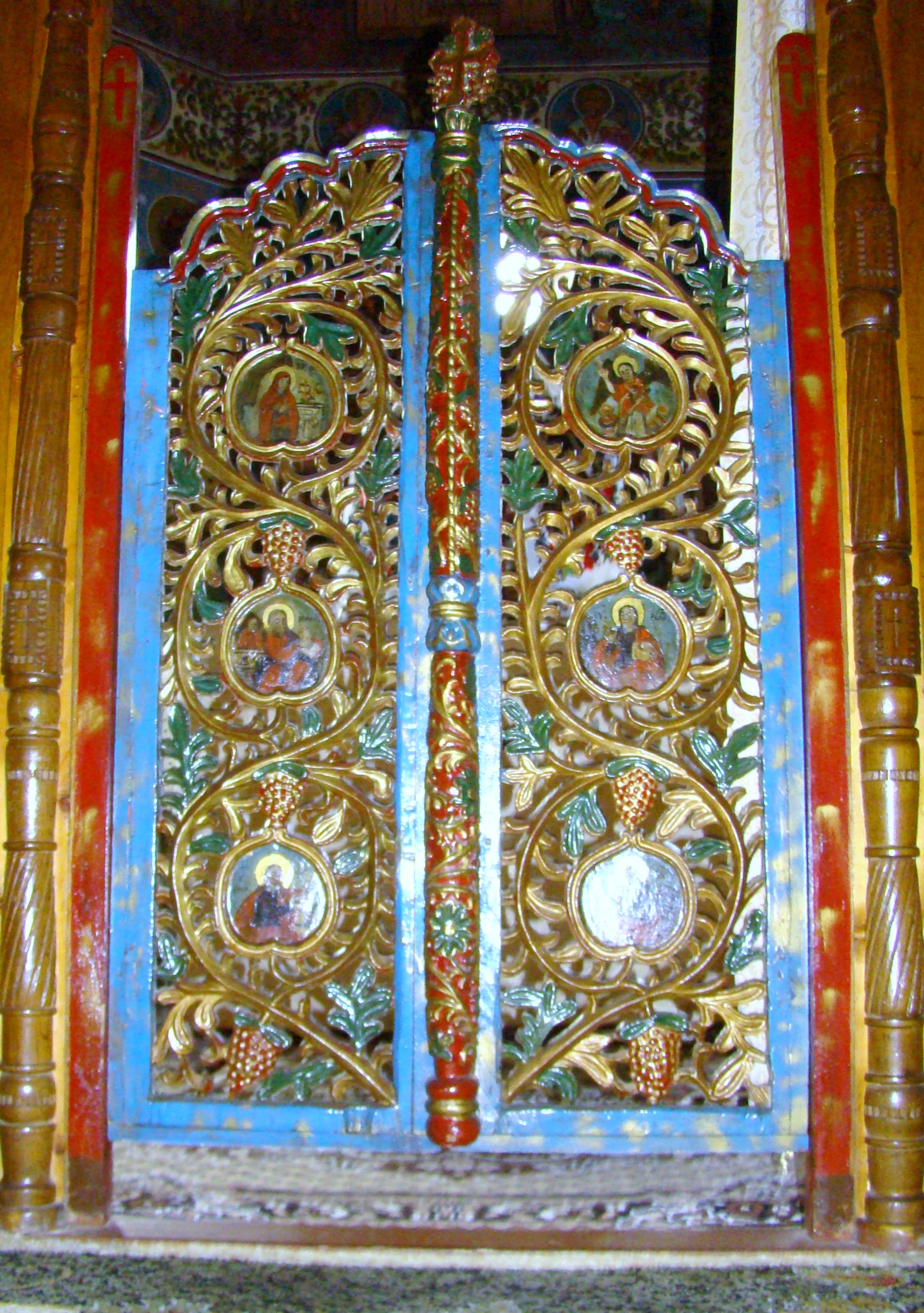
Ușile împărătești
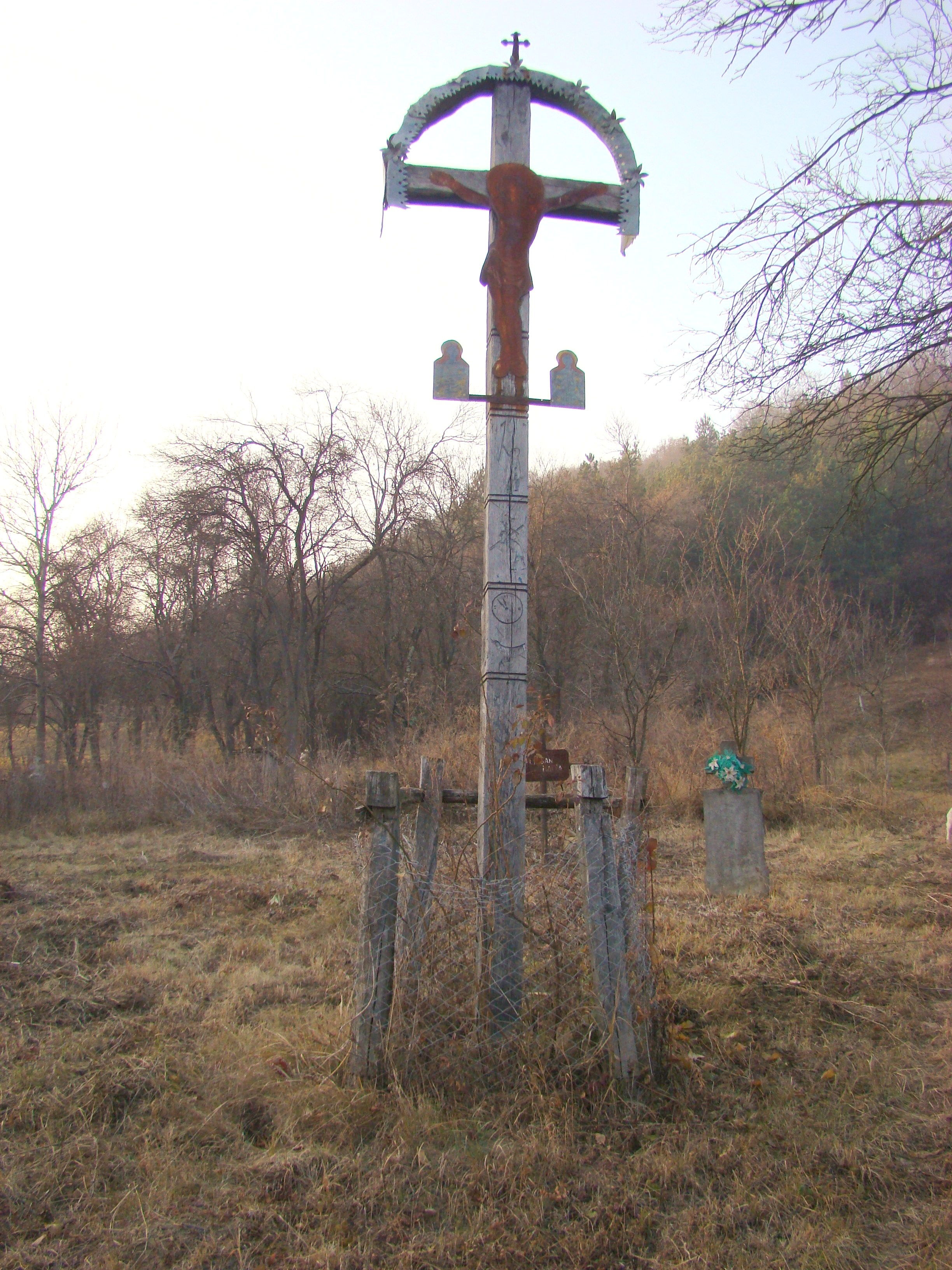
Troița